# ジュリオ・エイナウディ

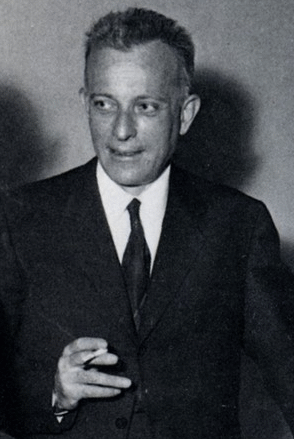
ジュリオ・エイナウディ

ジュリオ・エイナウディ（イタリア語発音: [ˈdʒuːljo eiˈnaudi] ; 1912年1月2日 – 1999年4月5日 伊: Giulio Einaudi）は、イタリアの大手出版社、エイナウディ出版社の創立者。ルイージ・エイナウディは父であり、イタリア政府音楽大使でピアニストのルドヴィコ・エイナウディは息子にあたる。彼が1933年に設立した同名の会社は、「優れた文学、知的思想、政治理論のヨーロッパの源泉」となり 、かつてはイタリアで最も権威のある出版社と見なされていた。 彼はまた、文学、歴史、哲学、芸術、科学に関する本の著者でもある

## 概要
ジュリオ・エイナウディは、イタリア共和国将来の第2代大統領である父ルイージと妻のアイダ・ペッレグリーニの息子としてトリノのジュスティ通り4番地のアパートで生まれた。彼の父親は、36年後にイタリア共和国の大統領となる。彼には、エンジニアのロベルトと、大学講師で政治家、反ファシストのマリオという2人の兄がいた。
トリノのマッシモ・ダゼリオ高校に通い、反ファシストのアウグスト・モンティの教え子であった。その後、チェーザレ・パヴェーゼ、レオーネ・ギンズブルク、ノルベルト・ボッビオ、マッシモ・ミラ、ヴィットリオ・フォア、ジュリオ・カルロ・アルガン、ルドヴィコ・ゲイモナ、フランコ・アントニチェッリなどのメンバーが所属するアゼリオ・リセの元学生たちの「兄弟団」の一員となる。
1933年5月にエイナウディ出版社を設立（商業登記：11月15日）する。トリノの本社は、アントニオ・グラムシの週刊誌「L'Ordine Nuovo」の本社と同じ建物のアルキヴェスコバード7番地の3階だった。1934年には、新生『文化』誌を創刊（35年4月終刊）する。

## エイナウディ出版社
エイナウディ出版社は1987年に売却され、1994年にはモンダドーリ社の傘下に入る。

## 関連人物
- チェーザレ・パヴェーゼ
- レオーネ・ギンズブルク
- ナタリア・ギンズブルク
- イタロ・カルヴィーノ
- ノルベルト・ボッビオ